# Elkton (Oregon)
Pour les articles homonymes, voir Elkton.
Elkton est une municipalité américaine située dans le comté de Douglas en Oregon.
Lors du recensement de 2010, sa population est de 195 habitants. La municipalité s'étend sur 0,26 mille carré (0,67 km2), dont 0,03 mille carré (0,08 km2) d'étendues d'eau.
Un bureau de la Compagnie de la Baie d'Hudson est créé en 1832 sur les rives de l'Umpqua ; il est abandonné quelques années plus tard. Elkton est fondée à son emplacement dans les années 1850, à mi-chemin entre Drain et Scottsburg, pour devenir le siège du comté d'Umpqua (en). Le comté disparait peu de temps après et la ville perd en importance. Elkton devient une municipalité le 4 novembre 1948.